# 桑多梅日盆地

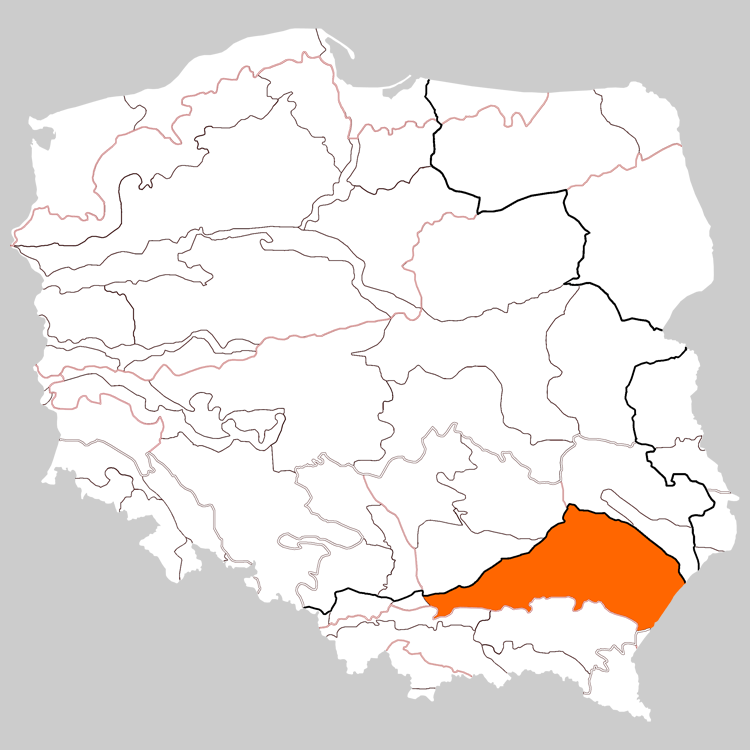
桑多梅日盆地在波兰的位置。

桑多梅日盆地（波蘭語：Kotlina Sandomierska）是波兰东南部一个构造盆地，北部为小波兰高地和卢布林高地，南为喀尔巴阡山脉，是连接乌克兰德涅斯特河上游河谷地区与维斯图拉河上游奥斯维辛盆地之间的天然通道。盆地北部沙地广布，维斯图拉河和桑河流域多沼泽。盆地内有硫磺，石油和天然气资源。主要工业和经济中心为热舒夫和塔尔努夫。